# 灰鳍鮻
灰鳍鮻（学名：Liza melinoptera）为鲻科鮻屬的鱼类。分布于印度尼西亚、中国至太平洋中部诸岛以及台湾海峡等，棲息在沿海、河口、潟湖，成群活動，以有機碎屑及藻類為食，可做為食用魚。